# Henri Temianka
Henri Temianka, né le 19 novembre 1906 à Greenock en Écosse et mort le 7 novembre 1992 à Los Angeles, est un violoniste virtuose, chef d'orchestre, auteur et professeur de musique américain.
Il a fondé le Paganini Quartet en 1946.

## Décoration
- Officier de l'ordre des Arts et des Lettres (1979)